# Prefectura autónoma hui de Changji
Changjí (en chino, 昌吉回族自治州; pinyin, Chāngjí Huízú Zìzhìzhōu; uighur: سانجى خۇيزۇ ئاپتونوم ئوبلاستى, transcrito: Sanji Huyzu Aptonom Oblasti) es una prefectura autónoma en la región autónoma de Sinkiang, en el noroeste de la República Popular China. La región se encuentra al pie de las montañas Tian Shan. Su área es de 73 484 km² y su población total para 2010 superó el 1.4 millones de habitantes.

## Administración
La prefectura Changji está conformada de 7 localidades que se administran en 2 ciudades suburbanas y 5 condados rurales.
- 1- Ciudad Changji	昌吉市	سانجى شەھىرى
- 2- Ciudad Fukang 阜康市	فۇكاڭ شەھىرى
- 3- Condado Hutubi 呼图壁县	قۇتۇبى ناھىيىسى
- 4- Condado Manas 玛纳斯县	ماناس ناھىيىسى
- 5- Condado Qitai 奇台县	گۇچۇڭ ناھىيىسى
- 6- Condado Jimsar 吉木萨尔 	جىمىسار ناھىيىسى
- 7- Condado Mori 木垒哈萨克自治县	ئاپتونوم ناھىيىسى مورى قازاق

| Mapa | Mapa | Mapa | Mapa | Mapa | Mapa | Mapa | Mapa | Mapa |
| ---- | ---- | ---- | ---- | ---- | ---- | ---- | ---- | ---- |
|      |      |      |      |      |      |      |      |      |

La prefectura se encuentra dividida en dos grandes bloques porque en 2007 la Ciudad Miquan (木齐市) y el Distrito Dongshan (东山区) se fusionaron para formar el Distrito Midong que hace parte de Urumqi .

## Ciudades hermanas
- Rusia, Barnaúl.